# Liste der Monuments historiques in Arzillières-Neuville
Die Liste der Monuments historiques in Arzillières-Neuville führt die Monuments historiques in der französischen Gemeinde Arzillières-Neuville auf.

## Liste der Immobilien
| Bezeichnung       | Beschreibung           | Standort                       | Kennzeichnung | Schutzstatus | Datum | Bild           |
| ----------------- | ---------------------- | ------------------------------ | ------------- | ------------ | ----- | -------------- |
| Kirche St-Antoine | ab dem 12. Jahrhundert | Arzillières, Grande Rue (Lage) | PA00078573    | Classé       | 1911  | weitere Bilder |

## Liste der Objekte
| Bezeichnung                                                        | Beschreibung                                          | Standort                                                  | Kennzeichnung | Schutzstatus | Datum | Bild |
| ------------------------------------------------------------------ | ----------------------------------------------------- | --------------------------------------------------------- | ------------- | ------------ | ----- | ---- |
| Zwei Engelsskulpturen                                              | Stein, farbig gefasst, 18. Jahrhundert                | Arzillières, in der Kirche St-Antoine (Lage)              | PM51000025    | Classé       | 1911  |      |
| Kanzel                                                             | Holz, 17. Jahrhundert                                 | Arzillières, in der Kirche St-Antoine (Lage)              | PM51003380    | Inscrit      | 1998  |      |
| Kruzifix (1)                                                       | Holz, farbig gefasst, 16. Jahrhundert                 | Neuville-sous-Arzillières, in der Kirche St-Martin (Lage) | PM51003694    | Inscrit      | 2017  |      |
| Skulptur Madonna mit Kind (1)                                      | Stein, farbig gefasst, 16. Jahrhundert                | Arzillières, in der Kirche St-Antoine (Lage)              | PM51000026    | Classé       | 1944  |      |
| Skulptur Madonna mit Kind (2)                                      | Holz, farbig gefasst, 16. Jahrhundert                 | Arzillières, in der Kirche St-Antoine (Lage)              | PM51000029    | Classé       | 1962  |      |
| Reiterskulptur Heiliger Martin                                     | Holz, farbig gefasst, 16. Jahrhundert                 | Neuville-sous-Arzillières, in der Kirche St-Martin (Lage) | PM51000586    | Classé       | 1962  |      |
| Kruzifix (2)                                                       | Holz, farbig gefasst, 16. oder 17. Jahrhundert        | Arzillières, in der Kirche St-Antoine (Lage)              | PM51000024    | Classé       | 1911  |      |
| Vier Skulpturen von Engeln mit den Passionswerkzeugen              | Holz, farbig gefasst, 16. oder frühes 17. Jahrhundert | Arzillières, in der Kirche St-Antoine (Lage)              | PM51000027    | Classé       | 1944  |      |
| Zwei Skulpturen: Heilige Katharina und ein Heiliger in einer Kasel | Holz, farbig gefasst, 16. Jahrhundert                 | Arzillières, in der Kirche St-Antoine (Lage)              | PM51003381    | Inscrit      | 1998  |      |
| Skulptur Heiliger Antonius der Große                               | Holz, farbig gefasst, 17. Jahrhundert                 | Arzillières, in der Kirche St-Antoine (Lage)              | PM51000028    | Classé       | 1962  |      |
| Skulptur Petrus                                                    | Holz, farbig gefasst, 16. Jahrhundert                 | Arzillières, in der Kirche St-Antoine (Lage)              | PM51000023    | Classé       | 1911  |      |